# Iberodactylus
Iberodactylus (il cui nome significa "dito iberico") è un genere estinto di pterosauro pterodactyloide hamipteride vissuto nel Cretaceo inferiore (Barremiano), nell'area dell'attuale Spagna. Il genere contiene una singola specie, ossia I. andreui.

## Descrizione

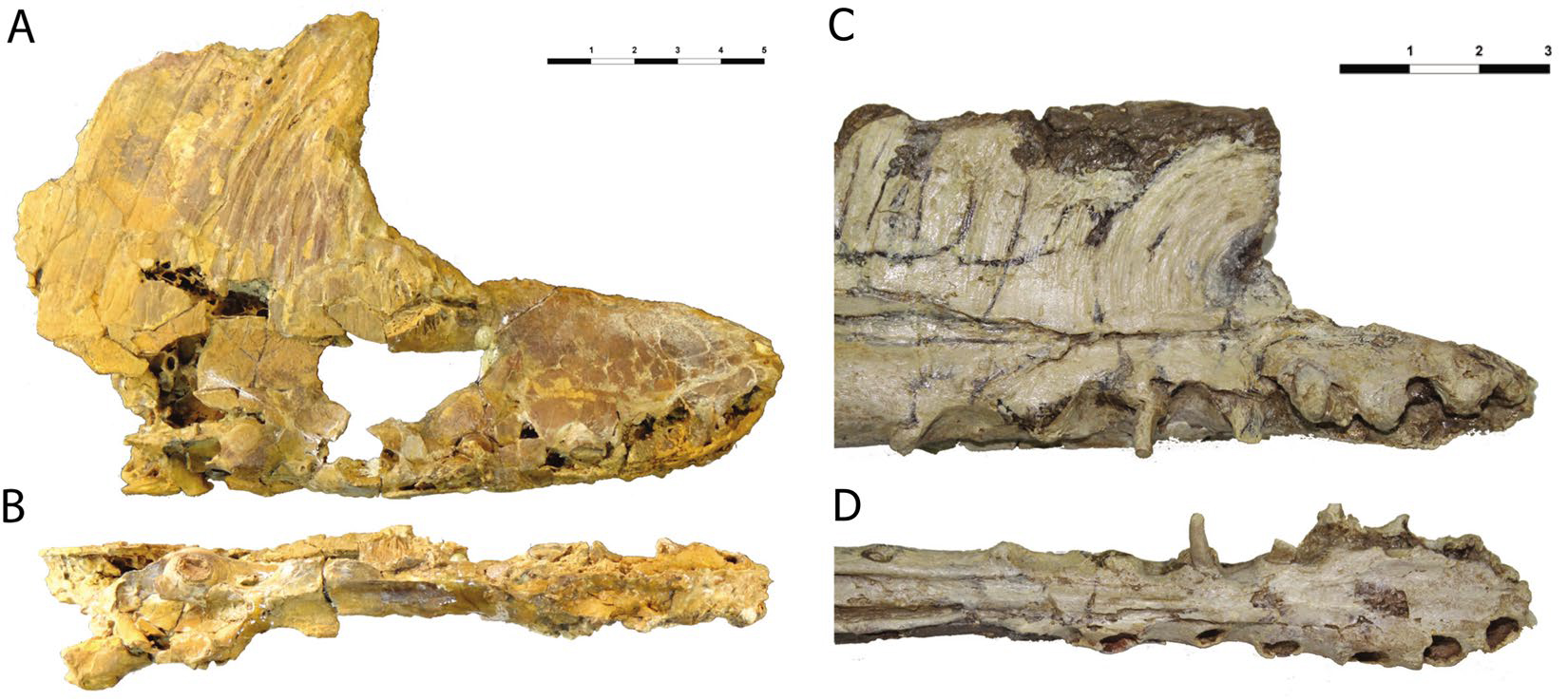
Confronto tra i muso di Iberodactylus e Hamipterus

### Dimensioni
L'apertura alare di Iberodactylus è stata stimata estrapolando le proporzioni del relativo genere Hamipterus, noto da numerosi esemplari quasi completi e di cui si conoscono i rapporti ala-cranio. Le estrapolazioni indicano un intervallo compreso tra 375 e 404 centimetri. Da ciò si è concluso che l'apertura alare dell'animale era di circa 4 metri (13 piedi). Ciò rende Iberodactylus il più grande pterosauro ritrovato nella penisola iberica.
Gli autori descrittivi hanno indicato due tratti distintivi dell'animale. Sono autapomorfie, caratteristiche derivati uniche. La punta della premascella è relativamente alta. La cresta sulla premascella ha un bordo anteriore curvante in avanti con un angolo di circa 80°.

### Cranio
Il frammento di cranio fossile ha una lunghezza conservata di 198 millimetri e un'altezza di 128 millimetri. Il muso, o rostro, è leggermente espanso nella parte anteriore. Il palato è chigliato sulla linea mediana e gira verso l'alto nella parte anteriore.
Il muso presenta una cresta di cui si è conservata solo la base. Il bordo anteriore della cresta è posizionato sopra l'alveolo del quinto dente. La base della cresta è ampia nella vista laterale, nonostante manchi il suo bordo posteriore. La frattura nel fossile rivela che la parete ossea ha uno spessore di circa 1,5 millimetri e che la cresta è piena di piccole strutture ossee, o trabecole. La cresta è triangolare in sezione trasversale e i suoi lati sono coperti da creste verticali e avvallamenti, che corrono paralleli nella curvatura anteriore della cresta. Poiché la cresta, una struttura di solito utilizzata come display sessuale, è relativamente robusta, gli autori presumono che l'esemplare fossile rappresenti un maschio. Il fossile assomiglia al muso e alla cresta di Hamipterus, sebbene quest'ultimo presenti un muso più basso e il bordo anteriore della cresta è più dritta. Sulla base del bordo sono visibili piccoli fori, i cui bordi sembrano troppo precisi per essere forami naturale della parete ossea. Pertanto è stato suggerito che potrebbero essere fori scavati da parassiti nelle ossa dopo la morte dell'animale. Alternativamente, nel 2014, si ipotizzò che questi fori rappresentassero fori d'uscita per un'ipotetica ghiandola salina, tratto unico all'interno di Pterosauria.
La mascella presenta almeno 8 denti conici. I denti hanno una sezione trasversale ellittica e sono posizionati più lateralmente sulla mascella. I denti aumentano di dimensioni fino al terzo dente, che con una larghezza di 2 centimetri è due volte più largo del primo dente. Il quarto dente diventa improvvisamente più piccolo ed è grande quasi quanto il primo. Il quinto dente è più grande e il sesto è largo quanto il terzo. Il settimo e l'ottavo dente diminuiscono bruscamente di dimensioni, essendo un po' 'più piccoli del primo.

## Classificazione
Iberodactylus è collocato all'interno del gruppo Anhangueria, nel clade Hamipteridae, clade nominato nello stesso articolo che descrisse l'animale nel 2019. Iberodactylus è stato classificato come sister taxon di Hamipterus, ed insieme a quest'ultimo è l'unico esponente di Hamipteridae. La stretta affinità con una forma cinese proverebbe che Anhangueria si originò nell'est della Laurasia. Iberodactylus non è la sola specie primitiva del Cretaceo inferiore della penisola iberica con strette relazioni asiatiche, le quali contano anche Pelecanimimus, Concornis, Eoalulavis e Spinolestes.

## Storia e denominazione

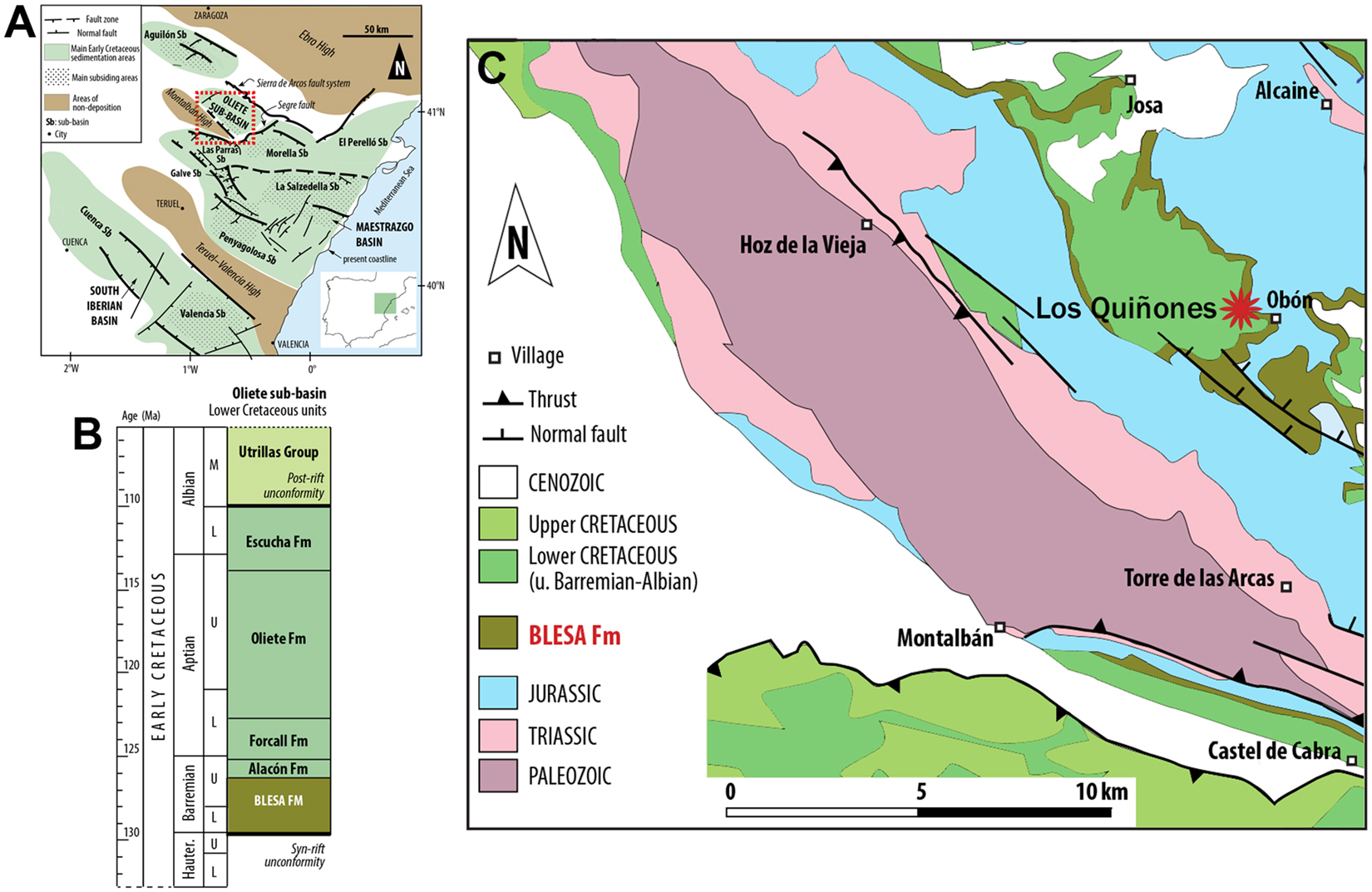
Mappa del sito di Los Quiñones

Alla fine degli anni '80, il paleontologo dilettante Javier Andreu scoprì un teschi parziale di pterosauro, nel sito di Los Quiñones, ad un chilometro ad ovest di Obón, in Aragona. All'epoca questa rappresentava la scoperta del materiale fossile di pterosauro più completa mai ritrovata in Spagna, senza contare i resti di Prejanopterus. Nel 2014, il ritrovamento è stato riportato nella letteratura scientifica da José Antonio Ulloa-Rivas e identificato come un membro di Ornithocheiroidea.
Nel 2019, la specie tipo Iberodactylus andreui è stata nominata e descritta da Borja Holgado, Rodrigo Vargas Pêgas, José Ignacio Canudo, Josep Fortuny, Taissa Rodrigues, Julio Company e Alexander Wilhelm Armin Kellner. Il nome generico, Iberodactylus, combina un riferimento all'Iberia con il termine greco δάκτυλος/daktylos ossia "dito", un suffisso molto comune nei nomi degli pterosauri. Il nome specifico, andreui, rende omaggio al suo scopritore Andreu Javier. Poiché il nome è stato pubblicato in una pubblicazione elettronica, la sua validità richiede gli identificatori di Life Science. Questi sono 0174E98C-416B-4C49-AF63-2B42AF1E9EAB per il genere e 37FAC334-082A-4185-970E-7E7E13D5670C per la specie.
L'olotipo, MPZ-2014/1 , è stato ritrovato in uno strato di gesso della Formazione Blesa risalente al Barremiano. Consiste in un muso o rostro parziale che presenta un frammento di cresta, e contiene alcuni denti rotti e alveoli vuoti. Il fossile fa parte della collezione del Museo de Ciencias Naturales de la Universidad de Zaragoza.